# Craugastor emleni
Craugastor emleni is een kikker uit de familie Craugastoridae. De soort werd voor het eerst wetenschappelijk beschreven door Emmett Reid Dunn in 1932. Oorspronkelijk werd de wetenschappelijke naam Eleutherodactylus ranoides nubicola gebruikt. De soortaanduiding emleni is een eerbetoon aan de bioloog John Thompson Emlen Jr. (1908 - 1997).
De soort is endemisch in Honduras. Craugastor emleni wordt bedreigd door het verlies van habitat.